# Distretto di Küssnacht
Il distretto di Küssnacht è un distretto del Canton Svitto, in Svizzera. Confina con il distretto di Svitto a est, con il Canton Lucerna (distretto di Lucerna Campagna) a sud, a ovest e a nord e con il Canton Zugo a nord-est. Il capoluogo è Küssnacht. Comprende una parte del lago dei Quattro Cantoni e del lago di Zugo.
Il territorio coincide con quello del comune di Küssnacht.